# Hyalopycnis
Hyalopycnis är ett släkte av svampar. Hyalopycnis ingår i familjen Heterogastridiaceae, ordningen Heterogastridiales, klassen Microbotryomycetes, divisionen basidiesvampar och riket svampar.
| Hyalopycnis | \| \| Hyalopycnis hyalina \| \| \| \| |
|             | \| \| Hyalopycnis hyalina \| \| \| \| |
|             | Colacogloea                           |
|             |                                       |
|             | Krieglsteinera                        |
|             |                                       |
|             | Heterogastridium                      |
|             |                                       |
|             | Hyalopycnis hyalina                   |
|             |                                       |

|  | Hyalopycnis hyalina |
|  |                     |